# Akihiro Miwa

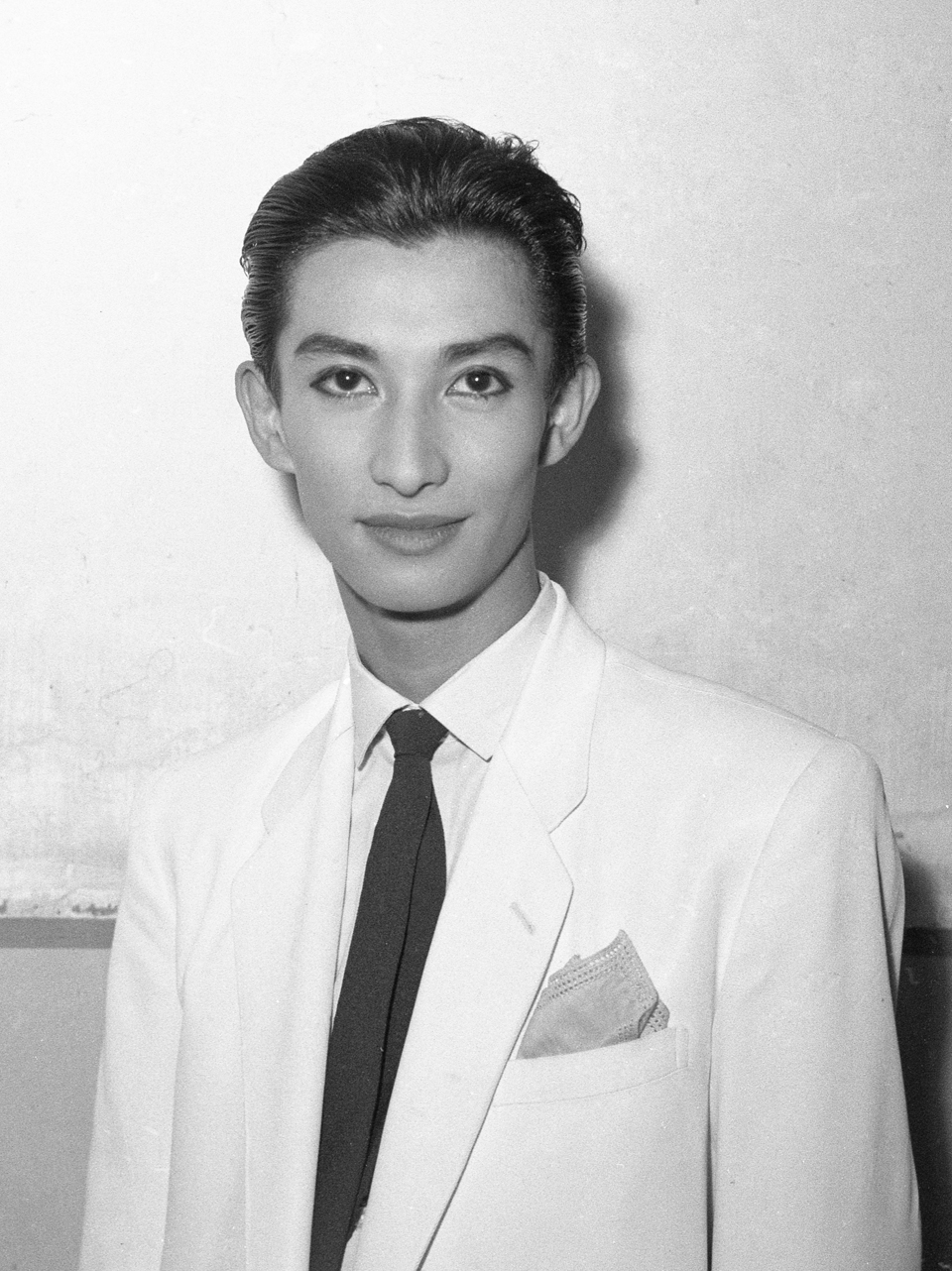
Akihiro Miwa (1955)

Akihiro Miwa (jap. 美輪 明宏, Miwa Akihiro, amtlich: Akihiro Maruyama (丸山  明宏, Maruyama Akihiro); * 15. Mai 1935 in Nagasaki, Präfektur Nagasaki) ist ein japanischer Sänger, Komponist, Schauspieler, Theaterregisseur und Schriftsteller. In der Öffentlichkeit tritt er als Dragqueen auf.

## Leben
Miwa wurde am 15. Mai 1935 als Sohn eines Cafébesitzers in Nagasaki geboren. Im Alter von 10 Jahren überlebte er den Atombombenabwurf auf Nagasaki, bei dem er sich 4 km vom Bodennullpunkt entfernt aufhielt. 1952 zog er nach Tokio und arbeitete in Ginza unter seinem ursprüngliche Namen „Akihiro Maruyama“ als Chanson-Sänger, vor allem interpretierte er dabei Édith Piaf, Marie Dubas und Yvette Guilbert. Sein Talent wurde von Intellektuellen wie Yukio Mishima, Junnosuke Yoshiyuki, Akiyuki Nosaka und Kenzaburō Ōe entdeckt und Maruyama erlangte 1957 mit der japanischen Übersetzung des Stücks „Méqué méqué“ von Gilbert Bécaud zum ersten Mal breite Aufmerksamkeit. Im gleichen Jahr trat er im Film „Danryū“ des Regisseurs Masumura Yasuzō auf. Nachdem er anschließend seine Homosexualität veröffentlichte, verzeichnete seine Beliebtheit einen Rückgang und er widmete sich fortan der Komposition.
1964 führte Maruyama erstmals das „Lied der Yoitomake“ (ヨイトマケの唄, Yoitomake no Uta) auf, das von einer als Bauarbeiterin arbeitenden Mutter und ihrem Kind handelt, die Diskriminierungen ausgesetzt sind. Yoitomake bezeichnet als Schimpfwort die damalige Arbeiterschicht im Bauberuf. Das Lied wurde im Juli 1965 veröffentlicht und 400.000 mal verkauft, bevor es nach kurzer Zeit von der Nihon Minkan Hōsō Renmei (日本民間放送連盟, etwa „Verband japanischer kommerzieller Rundfunkveranstalter“, eng. „The Japan Commercial Broadcasters Association“) aufgrund der Verwendung des Begriffs „Yoitomake“ verboten wurde. Maruyamas Beliebtheit steigerte sich mit dem Lied jedoch erheblich. 1968 spielte er im erfolgreichen Film Kurotokage (黒蜥蝪, etwa „schwarz Eidechse“; eng. „Black Lizard“), der auf einem Theaterstück Yukio Mishimas basiert, die Hauptrolle. In den folgenden Jahren spielte er in zahlreichen Filmen und Sendungen Männer- und Frauenrollen und trat ab 1971 unter seinem Künstlernamen „Akihiro Miwa“ auf.
Als Sänger gab er international 1984 in Paris und 1987 in Paris, Madrid und Stuttgart Konzerte, war jedoch vor allem innerhalb Japans aktiv. In den 1990er Jahren steigerte sich seine Bekanntheit vor allem durch seine Theaterstücke weiterhin. Ab 1997 arbeitete er zusätzlich als Synchronsprecher, als er in Hayao Miyazakis Animationsfilm Prinzessin Mononoke die Wolfsgöttin „Moro“ sprach. 2012 sang er beim Kōhaku Uta Gassen erstmals seit dem Verbot des Lieds öffentlich wieder das „Lied der Yoitomake“.

## Diskografie (Auswahl)

### Studioalben
- Yoitomake no Uta (1966)
- Maruyama Akihiro Deluxe (1969)
- Nihon Shinjū Kayō Reki (1973)
- Byakuju (1975, 2000, 2006, 2011)
- Wakare no Blues – Onna to Ai o utau
- Brava Diva Miwa (2013)

### Konzeptalben
- Maruyama Akihiro „Miwaku no Inishie Mero“ o utau (1971)
- Natsukashi no Ōshū Hit Kyokushū – Chanson to Tango (1973)
- Europa Hit o utau (1992)
- Shōwa no Meika o utau (1995)
- Nihon no Kokoro o utau (1999)
- „Ai“ o utau (2001)
- Inishie Melody o utau (2002)
- Nihon no Uta o utau (2006)
- Méqué méqué (2014)
- Ai no Sanka – Édith Piaf ni yosete (2014)

### Livealben
- Miwaku no Concert (1977)
- Rōjoyū ha sariyuku – Miwa Akihito no subete (1978)
- Kassai – Gin Paris live (1981)
- Jean-Jean live '94 (1994)

### Singles
- Méqué méqué/Gelsomina (1957)
- Joli Chapeau/Me o tojite (1957)
- Ari no Machi Chanson/Yubiotoko (1959)
- Yoitomake no Uta/Furusato no Sora no shita de (1965)
- Taiyō ga daisuki/Kyōdai
- Yudōfu no Uta/Tony no Uta (1966)
- Yukiguni no Onnagokoro/Kanashimi no Naka kara (1967)
- Kurotokage no Uta/Musuko yo (1968)
- Murasaki Kōta/Ōedo Shusse Kōta (1970)
- Tōkyō Musume/Jinsei no Namikimachi (1971)
- Yoitomake no Uta/Méqué méqué (1973)
- Hiromero Jinsei/Sabaku no Seishun (1983)
- Ai no Sanka/Gunshū (2014)

## Filmografie (Auswahl)

### Als Schauspieler
- Nagasugita Haru (1957)
- Kairyū (1957)
- Onna de aru koto (1958)
- Taiatari suresure Musume (1959)
- Soku berenme Geisha (1960)
- Sennin Buraku (1961)
- Ginza taikutsu Musume (1960)
- Ryōjin Nikki (1964)
- Kurotokage (1968)
- Kurobara no Yakata (1969)
- Sho o suteyo Machi e Deyō (1971)
- Nihonjin no Heso (1977)
- Takeshis’ (2005)

### Sprechrollen
- Prinzessin Mononoke (1997) – als Wolfsgöttin „Moro“
- Das wandelnde Schloss (2004) – als „Hexe aus dem Niemandsland“
- Pokémon 12 – Arceus und das Juwel des Lebens (2009) – als „Arceus“
- Hanako to Anne (2014) – als Erzähler
- Dokumentarfilm „Tsuioku“ (2016) – als Erzähler

## Schriften (Auswahl)
- Maruyama Akihiro „Murasaki no Rirekisho“ (1968)
- „Shin Murasaki no Rirekisho“ Omoshiro Hanbun (1976)
- Shishi no Zabuton – Reikan Jinseisōdan (1983)
- Ikirutte kantan (1987)
- Jinsei Note (1998)
- Tensei Bigo (2000)
- Ai no Hanashi – Kōfuku no Hanashi (2002)
- Jigoku o Gokuraku ni suru hōhō (2003)
- Jinsei Gakkō Toranomaki (2005)
- Sensō to Heiwa – Ai no Message (2005)
- Otome no Kyōshitsu (2008)
- Hanakotoba (2010)
- Akarui Ashita o (2012)
- Raku ni ikiru tame no Jinseisōdan (2015)
- Kokoro no Arashi o Aozora ni (2016)
- Odayaka ni nikiru tame no Jinseisōdan (2019)

## Trivia
- Miwas Bücher stehen mehrheitlich mit außersinnlicher Wahrnehmung in Verbindung, deren Vertreter er ist.
- Politisch sieht sich Miwa als pazifistisch und kritisierte Premierminister Shinzō Abe und dessen Liberaldemokratische Partei für deren Neuinterpretation des Artikels 9 der japanischen Verfassung stark. Außerdem bevorzugt er einen ausgeprägten Sozialstaat und steht der Politikerin Mizuho Fukushima von der Sozialdemokratischen Partei nahe. Davon abgesehen fordert Miwa die Wiedereinführung japanischer Werte aus dem Kojiki und Nihonshoki wie z. B. den Bushidō und Yamato-damashii, die nach dem Ende des Zweiten Weltkriegs verloren gegangen seien.